# La musique vient par ici
Pour plus de détails, voir Fiche technique et Distribution.
La musique vient par ici (titre original : The Music Goes 'Round) est un film américain réalisé par Victor Schertzinger, sorti en 1936.
C'est un remake de Bessie à Broadway (1928).

## Fiche technique
- Titre original : The Music Goes 'Round
- Réalisation : Victor Schertzinger
- Scénario : Sidney Buchman, Joseph Moncure March, George Marion Jr., Jo Swerling
- Photographie : Joseph Walker
- Montage : Gene Milford
- Musique : Howard Jackson
- Société de production : Columbia Pictures Corporation
- Durée : 86 minutes
- Date de sortie:
  - États-Unis : 27 février 1936
  - France : 29 mai 1936

## Distribution
- Harry Richman : Harry Wallace
- Rochelle Hudson : Susanna Courtney
- Walter Connolly : Hector Courtney
- Douglass Dumbrille : Bishop
- Lionel Stander : O'Casey
- Henry Mollison : Stephen Grey
- Etienne Girardot : Brewster
- Walter Kingsford : Cobham
- Wyrley Birch : Josh
- Victor Kilian : Marshall
- Dora Early : Eleanora Stubbs
- Edward Farley : Edward Farley - Song Writer
- Mike Riley : Mike Riley - Song Writer
- Gene Morgan : Nelson
- Eddie 'Rochester' Anderson : Lucifer